# Liste de sculpteurs lettons
Cette page propose une liste de sculpteurs lettons.
- Haut – A
- B
- C
- D
- E
- F
- G
- H
- I
- J
- K
- L
- M
- N
- O
- P
- Q
- R
- S
- T
- U
- V
- W
- X
- Y
- Z

## A
- Naums Āronsons

## B
- Kārlis Baumanis (tēlnieks) (lv)
- Laimonis Blumbergs (lv)
- Ļevs Bukovskis (lv)

## D
- Lea Davidova-Medene (lv)
- Arta Dumpe (lv)
- Burkards Dzenis

## F
- Indulis Folkmanis (lv) (1939-)

## G
- Aivars Gulbis (lv)

## J
- Andrejs Jansons (lv)
- Jānis Roberts Jansons (lv)
- Kārlis Jansons (tēlnieks) (lv)

## M
- Emīls Melderis (lv)

## P
- Miķelis Pankoks (lv)

## R
- Konstantīns Rončevskis (lv)

## S
- Nikolass Sēfrenss (lv)
- Marta Skulme (lv)
- Jozefs Slavičeks (lv)
- Uldis Sterģis (lv)

## Š
- Gustavs Šķilters

## T
- Leons Tomašickis (lv)

## Z
- Kārlis Zāle (1888-1942)
- Teodors Zaļkalns (1876-1972)
- Jānis Zariņš (tēlnieks) (lv)
- Kārlis Zemdega (lv)
- Ontons Zvīdris (lv)

- Haut – A
- B
- C
- D
- E
- F
- G
- H
- I
- J
- K
- L
- M
- N
- O
- P
- Q
- R
- S
- T
- U
- V
- W
- X
- Y
- Z